# Joman Chiang
 (octobre 2009).
Si vous disposez d'ouvrages ou d'articles de référence ou si vous connaissez des sites web de qualité traitant du thème abordé ici, merci de compléter l'article en donnant les références utiles à sa vérifiabilité et en les liant à la section « Notes et références ».
Joman Chiang (chinois: 蒋祖曼) (née le 26 mai 1985 à Hong Kong) est une actrice chinoise.

## Filmographie
- 2004 : Butterfly : Jin étant jeune
- 2006 : The Third Eye : Fa
- 2006 : Reunion : Hui-lam
- 2008 : Lovers on the Road : Chang Lei
- 2008 : Besieged City : Yee-wah
- 2009 : Dead Slowly
- 2009 : End of Love
- 2010 : Jiu tu : Lulu
- 2010 : Wu : Kate Cheung
- 2011 : Interlace : Sharon
- 2011 : Sit yan fung wan 2 : Fanny
- 2011 : Da lan hu
- 2013 : Young and Dangerous: Reloaded (古惑仔：江湖新秩序) de Daniel Yee Heng Chan
- 2013 : Lost for Words de Stanley J. Orzel
- 2015 : Wild City (迷城) de Ringo Lam